# Lijst van voetbalinterlands Maleisië - Marokko
Deze lijst van voetbalinterlands is een overzicht van alle officiële voetbalwedstrijden tussen de nationale teams van Maleisië en Marokko. De landen hebben tot op heden twee keer tegen elkaar gespeeld. De eerste ontmoeting vond plaats op 24 oktober 1980 tijdens een vriendschappelijk toernooi in Kuala Lumpur. Het laatste duel werd gespeeld tijdens hetzelfde vriendschappelijk toernooi in Kuala Lumpur op 2 november 1980.

## Wedstrijden
| № | Plaats       | Datum           | Competitie        | Wedstrijd          | Uitslag |
| - | ------------ | --------------- | ----------------- | ------------------ | ------- |
| 1 | Kuala Lumpur | 24 oktober 1980 | Vriendschappelijk | Maleisië − Marokko | 2 − 0   |
| 2 | Kuala Lumpur | 2 november 1980 | Vriendschappelijk | Maleisië − Marokko | 1 − 2   |

## Samenvatting
| Competitie        | Totaal gespeeld | Winst Maleisië | Gelijk | Winst Marokko | Doelsaldo Maleisië – Marokko |
| ----------------- | --------------- | -------------- | ------ | ------------- | ---------------------------- |
| Vriendschappelijk | 2               | 1              | 0      | 1             | 3 − 2                        |
| Totaal            | 2               | 1              | 0      | 1             | 3 − 2                        |

FAM · 
A-internationals · 
Maleisisch vrouwenelftal
Afghanistan ·
Algerije ·
Australië ·
Bahrein ·
Bangladesh ·
Bhutan ·
Bosnië en Herzegovina ·
Brazilië ·
Brunei ·
Cambodja ·
Canada ·
China ·
Engeland ·
Fiji ·
Filipijnen ·
Finland ·
Ghana ·
Hongkong ·
India ·
Indonesië ·
Irak ·
Iran ·
Israël ·
Jamaica ·
Japan ·
Jemen ·
Jordanië ·
Kenia ·
Kirgizië ·
Koeweit ·
Laos ·
Lesotho ·
Libanon ·
Liberia ·
Libië ·
Liechtenstein ·
Macau ·
Malediven ·
Marokko ·
Mongolië ·
Myanmar ·
Nepal ·
Nieuw-Zeeland ·
Noord-Korea ·
Oezbekistan ·
Oman ·
Oost-Timor ·
Pakistan ·
Palestina ·
Papoea-Nieuw-Guinea ·
Qatar ·
Saoedi-Arabië ·
Salomonseilanden ·
Senegal ·
Singapore ·
Sri Lanka ·
Syrië ·
Tadzjikistan ·
Taiwan ·
Thailand ·
Turkije ·
Turkmenistan ·
Uruguay ·
Verenigde Arabische Emiraten ·
Vietnam ·
Zuid-Korea ·
Zuid-Vietnam ·
Zweden
FRMF · A-internationals · Bondscoaches · Marokkaans vrouwenelftal · Olympisch elftal · Lokaal · Marokko U23 · Marokko U21 · Marokko U20 · Marokko U19 · Marokko U18 · Marokko U17
1950 – 1959 ·
1960 – 1969 ·
1970 – 1979 ·
1980 – 1989 ·
1990 – 1999 ·
2000 – 2009 ·
2010 – 2019 ·
2020 − 2029
WK 1970 ·
WK 1986 ·
WK 1994 ·
WK 1998 ·
WK 2018 ·
WK 2022
OS 1964 ·
OS 1972 ·
OS 1984 ·
OS 1992 ·
OS 2000 ·
OS 2004 ·
OS 2012
1944 · 
1957 · 
1958 · 
1959 · 
1960 · 
1961 · 
1962 · 
1963 · 
1964 · 
1965 · 
1966 · 
1967 · 
1968 · 
1969 · 
1970 · 
1971 · 
1972 · 
1973 · 
1974 · 
1975 · 
1976 · 
1977 · 
1978 · 
1979 · 
1980 · 
1981 · 
1982 · 
1983 · 
1984 · 
1985 · 
1986 · 
1987 · 
1988 · 
1989 · 
1990 · 
1991 · 
1992 · 
1993 · 
1994 · 
1995 · 
1996 · 
1997 · 
1998 · 
1999 · 
2000 · 
2001 · 
2002 · 
2003 · 
2004 · 
2005 · 
2006 · 
2007 · 
2008 · 
2009 · 
2010 · 
2011 · 
2012 · 
2013 · 
2014 ·
2015 ·
2016 ·
2017 ·
2018 ·
2019 ·
2020 ·
2021 ·
2022 ·
2023 ·
2024
Albanië ·
Algerije ·
Angola ·
Argentinië ·
Armenië ·
Australië ·
Bahrein ·
België ·
Benin ·
Botswana ·
Brazilië ·
Bulgarije ·
Burkina Faso ·
Burundi ·
Canada ·
Centraal-Afrikaanse Republiek ·
Chili ·
China ·
Colombia ·
Comoren ·
Congo-Brazzaville ·
Congo-Kinshasa ·
Costa Rica ·
DDR ·
Denemarken ·
Duitsland ·
Egypte ·
Engeland ·
Equatoriaal-Guinea ·
Estland ·
Ethiopië ·
Finland ·
Frankrijk ·
Gabon ·
Gambia ·
Georgië ·
Ghana ·
Griekenland ·
Guinee ·
Guinee-Bissau ·
Hongkong ·
Ierland ·
India ·
Indonesië ·
Irak ·
Iran ·
Italië ·
Ivoorkust ·
Jamaica ·
Jemen ·
Joegoslavië ·
Jordanië ·
Kaapverdië ·
Kameroen ·
Kenia ·
Koeweit ·
Kroatië ·
Lesotho ·
Libanon ·
Liberia ·
Libië ·
Luxemburg ·
Malawi ·
Maleisië ·
Mali ·
Mauritanië ·
Mexico ·
Mozambique ·
Myanmar ·
Namibië ·
Nederland ·
Nieuw-Zeeland ·
Niger ·
Nigeria ·
Noord-Ierland ·
Noorwegen ·
Oeganda ·
Oekraïne ·
Oezbekistan ·
Oman ·
Palestina ·
Paraguay ·
Peru ·
Polen ·
Portugal ·
Qatar ·
Roemenië ·
Rusland ·
Rwanda ·
Saoedi-Arabië ·
Sao Tomé en Principe ·
Schotland ·
Senegal ·
Servië ·
Sierra Leone ·
Slowakije ·
Soedan ·
Somalië ·
Sovjet-Unie ·
Spanje ·
Syrië ·
Tanzania ·
Thailand ·
Togo ·
Trinidad en Tobago ·
Tsjechië ·
Tunesië ·
Uruguay ·
Verenigde Arabische Emiraten ·
Verenigde Staten ·
Zambia ·
Zimbabwe ·
Zuid-Afrika ·
Zuid-Jemen ·
Zuid-Korea ·
Zwitserland
België (2022) · 
Frankrijk (2022) ·
Iran (2018) · 
Kroatië (2022, 1) ·
Kroatië (2022, 2) ·
Portugal (2018) · 
Portugal (2022) ·
Spanje (2018) ·
Spanje (2022)